# Erk Volkmar Heyen
Erk Volkmar Heyen (* 11. Februar 1944 in Swinemünde) ist ein deutscher Rechtswissenschaftler und Historiker. Von 1992 bis 2009 war er Lehrstuhlinhaber an der Ernst-Moritz-Arndt-Universität Greifswald.

## Leben und Wirken
Heyen studierte von 1963 bis 1972 Rechtswissenschaft, Philosophie, Staats- und Gesellschaftswissenschaften an den Universitäten Kiel, Paris und Konstanz. 1973 wurde er in Konstanz zum Dr. jur. sowie zum Lic. phil. promoviert, außerdem absolvierte er das Assessorexamen in Hamburg. Noch im selben Jahr wurde er Wissenschaftlicher Assistent am Lehrstuhl für Rechts- und Sozialphilosophie, Soziologie der Deutschen Hochschule für Verwaltungswissenschaften Speyer bei Hans Ryffel. Von 1979 bis 1981 arbeitete er als Referent am zur DHV Speyer gehörenden Forschungsinstitut für öffentliche Verwaltung. Dort erfolgte 1980/81 auch seine Habilitation für Rechts- und Sozialphilosophie und Öffentliches Recht. Zwischen 1981 und 1985 war Heyen als Wissenschaftlicher Mitarbeiter am Max-Planck-Institut für europäische Rechtsgeschichte in Frankfurt am Main tätig. Zwischen 1985 und 1987 folgten Forschungsaufenthalte in Aix-en-Provence (Stipendium der Fritz-Thyssen-Stiftung) und Florenz (Jean-Monnet-Fellow am Europäischen Hochschulinstitut). 1988 arbeitete er als Forschungsstipendiat der Max-Planck-Gesellschaft.
Von 1989 bis 1991 übernahm Heyen Lehrstuhlvertretungen an den Universitäten in Freiburg im Breisgau für Ernst-Wolfgang Böckenförde und in Göttingen für Christian Starck. In Göttingen erhielt er 1991 eine Professur für Öffentliches Recht, bevor er 1992 Inhaber des Lehrstuhls für Öffentliches Recht, Verwaltungsgeschichte und Rechtsphilosophie an der Universität Greifswald wurde. Einen Ruf an die Universität Erfurt auf einen Lehrstuhl für Europäische Rechts- und Verfassungsgeschichte lehnte er 1999 ab. Seit 2000 war er Inhaber des Lehrstuhls für Öffentliches Recht und Europäische Verwaltungsgeschichte in Greifswald. Er ist Mitglied der Vereinigung für Verfassungsgeschichte.
Der Schwerpunkt der Forschung lag auf der europäischen Verwaltungsgeschichte, insbesondere der Geschichte der deutschen und französischen Verwaltungsrechtswissenschaft sowie der Amtsethik. Von 1989 bis 2008 gab Heyen ein interdisziplinäres und komparatives Jahrbuch für europäische Verwaltungsgeschichte (JEV) heraus, das international bekannt wurde. Danach widmete er sich vornehmlich der Resonanz politisch-administrativer Strukturen und Prozesse in der Malerei.

## Schriften (Auswahl)
Als Autor:
- Das staatstheoretische und rechtstheoretische Problem des Beliehenen. Ein Beispiel für den Zusammenhang von Rechtsdogmatik und praktischer Philosophie. Duncker & Humblot, Berlin 1973, ISBN 3-428-02961-5.
- Otto Mayer. Studien zu den geistigen Grundlagen seiner Verwaltungsrechtswissenschaft. Duncker & Humblot, Berlin 1981, ISBN 3-428-05030-4.
- Profile der deutschen und französischen Verwaltungsrechtswissenschaft 1880–1914. Klostermann, Frankfurt am Main 1989, ISBN 3-465-02210-6.
- Verwaltete Welten. Mensch, Gemeinwesen und Amt in der europäischen Malerei. Akademie-Verlag, Berlin 2013, ISBN 978-3-05-006380-5.

Als Herausgeber:
- Geschichte der Verwaltungsrechtswissenschaft in Europa. Stand und Probleme der Forschung. Klostermann, Frankfurt am Main 1982, ISBN 3-465-01528-2.
- Wissenschaft und Recht der Verwaltung seit dem Ancien Régime. Europäische Ansichten. Klostermann, Frankfurt am Main 1984, ISBN 3-465-01629-7.
- Historische Soziologie der Rechtswissenschaft. Klostermann, Frankfurt am Main 1986, ISBN 3-465-01687-4.
- mit Olivier Beaud: Eine deutsch-französische Rechtswissenschaft? Kritische Bilanz und Perspektiven eines kulturellen Dialogs. Nomos, Baden-Baden 1999, ISBN 3-7890-6145-X.
- Jahrbuch für europäische Verwaltungsgeschichte (JEV). Nomos, Baden-Baden 1989–2008. ISSN 0937-7107.